# تاریخ یهودیان در عدن

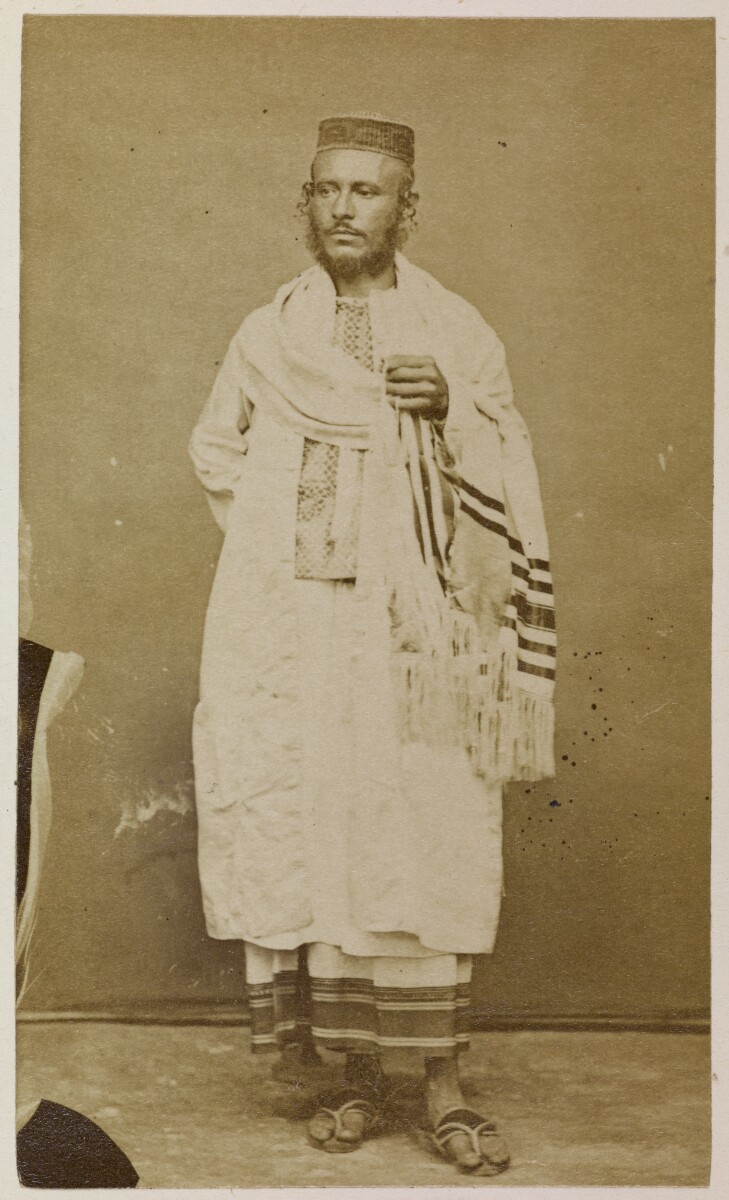
یک یهودی اهل عدن در میانهٔ دههٔ ۱۸۷۰ میلادی

پیشینهٔ حضور جامعهٔ یهودی در عدن در یمن به حدود پانصدسال پیش بازمی‌گردد. ابادیه دی برتینورو در ۱۴۸۹ میلادی از یهودیانی در اورشلیم یادمی‌کند که از عدن آمده‌بودند.
در ۱۸۳۸ حدود ۵هزار یهودی در عدن می‌زیستند. تا قبل از جنگ جهانی دوم یهودیان ۷ کنیسه در عدن داشتند.
در مه ۱۹۳۲ پس از آنکه مسلمانان یهودیان را متهم به پرتاب نجاسات به محوطهٔ مسجدی کردند، بلوایی به پا شد که طی آن ۶۰ تن از جمله ۲۵ یهودی زخمی شدند، ولی کسی کشته نشد. در ۱۹۴۷ و به ویژه با طرح سازمان ملل برای تقسیم فلسطین تنش‌ها فزونی یافتند. از دوم تا ششم دسامبر همان سال شورش بزرگی برپا شد که به غارت مدارس، مغازه‌ها و خانه‌های یهودیان انجامید. در این حادثه ۷۶ تا ۸۲ یهودی کشته شدند. کشته‌های مسلمانان ۳۸ تن بود.
تا سال ۱۹۶۷ میلادی همهٔ یهودیان عدن این شهر را ترک کرده‌بودند. بیشتر آنان در اسرائیل و پاره‌ای در بریتانیا و چند منطقهٔ دیگر ساکن شدند.